# Scotorythra corticea
Scotorythra corticea là một loài bướm đêm trong họ Geometridae.